# Nouvelle ville d'Assouan
La nouvelle ville d'Assouan est une ville située dans le gouvernorat d'Assouan, en Égypte. La ville est considérée comme l'une des villes de troisième génération. Elle a été créée par le décret présidentiel n° (96) de 1999. Le 28 décembre 2021, le président Abdel Fattah al-Sissi a inauguré et inspecté la zone de la corniche de la ville, la zone d'habitation et les villas.
La ville est située sur la rive ouest du Nil, à 12 km de l'actuelle ville d'Assouan.